# Marcellino Gavilán
Marcelino Gavilán y Ponce de León (Madrid, 4 de junho de 1909 - 9 de março de 1999) foi um ginete espanhol, especialista em saltos, medalhista olímpico. 

## Carreira
Marcellino Gavilán representou seu país nos Jogos Olímpicos de Verão de 1948 e 1952, na qual conquistou a medalha de prata nos saltos por equipes, em 1948.